# Ermitage (religion)
Pour les articles homonymes, voir Ermitage.

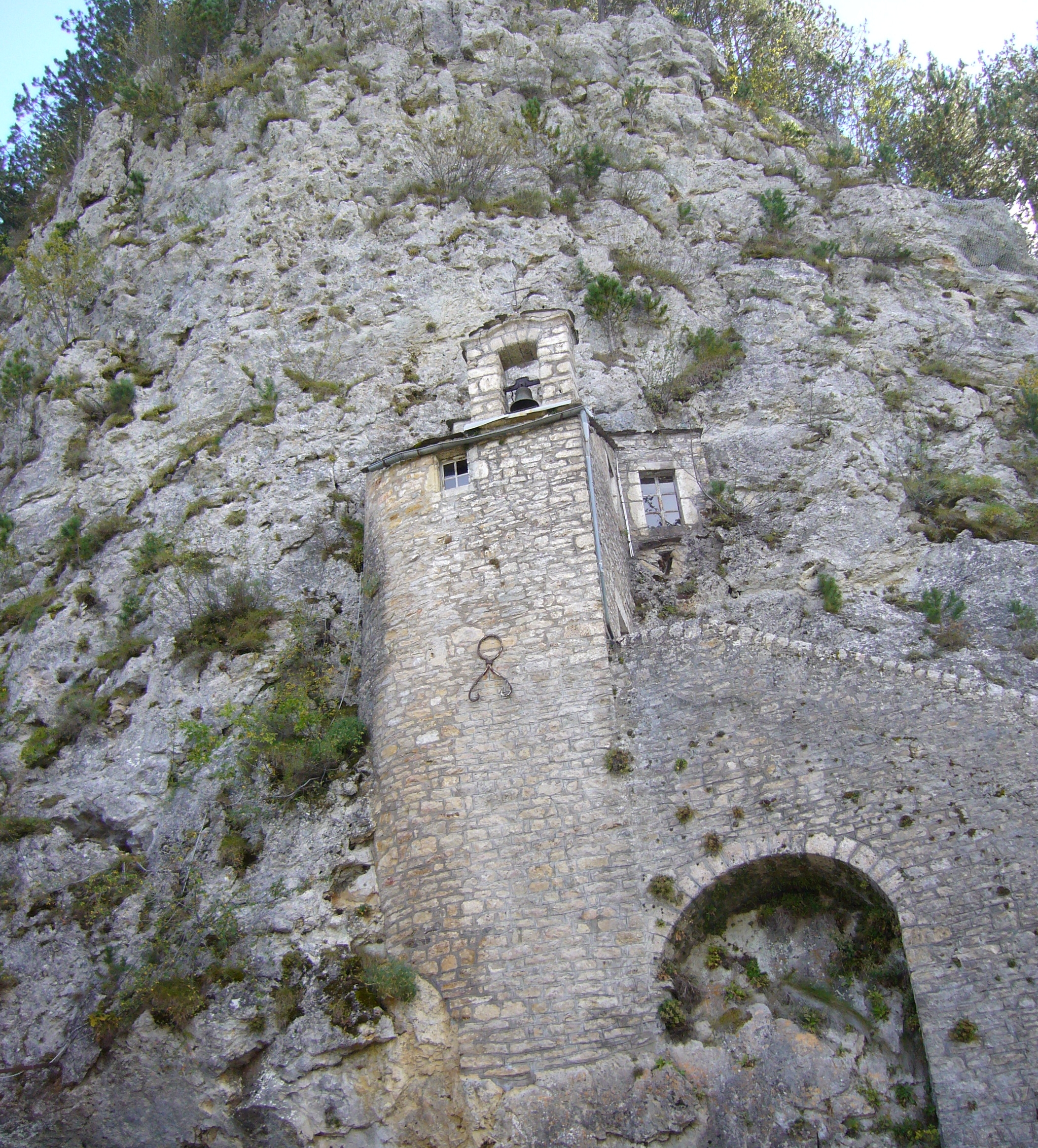
Ermitage de Saint-Privat à Mende (France) installé dans une grotte.

Bien qu'aujourd'hui le sens du mot ermitage soit traditionnellement un endroit où un ermite vit dans l'isolement du monde, l'ermitage était (par le passé) couramment utilisé pour désigner un établissement où une personne (ou un groupe de personnes) vit religieusement, en isolement de la société.

## Description

### Tradition chrétienne occidentale

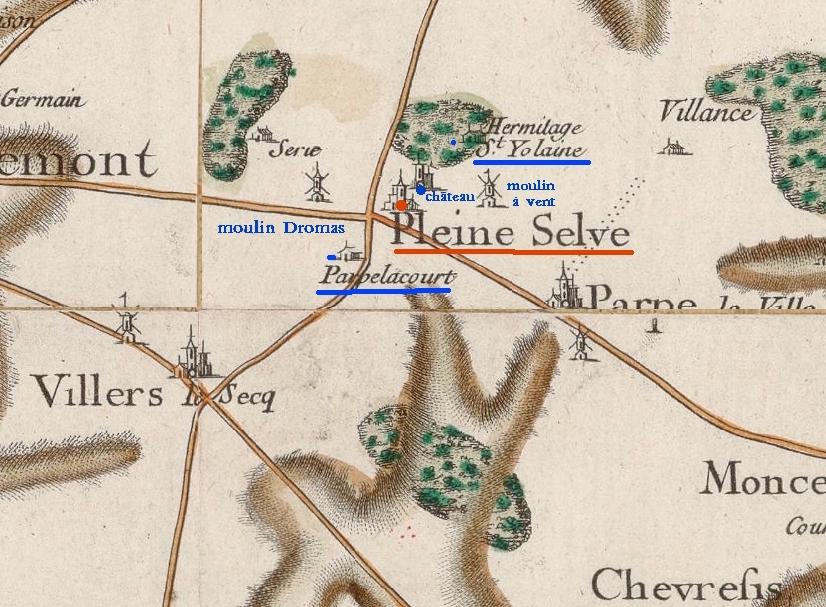
Ermitage Ste-Yolaine sur la carte de Cassini (XVIIIe siècle) de la commune de Pleine-Selve, Aisne.

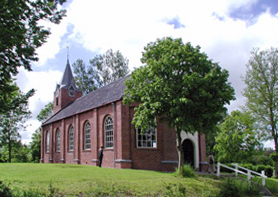
Ermitage à Warfhuizen (Pays-Bas).

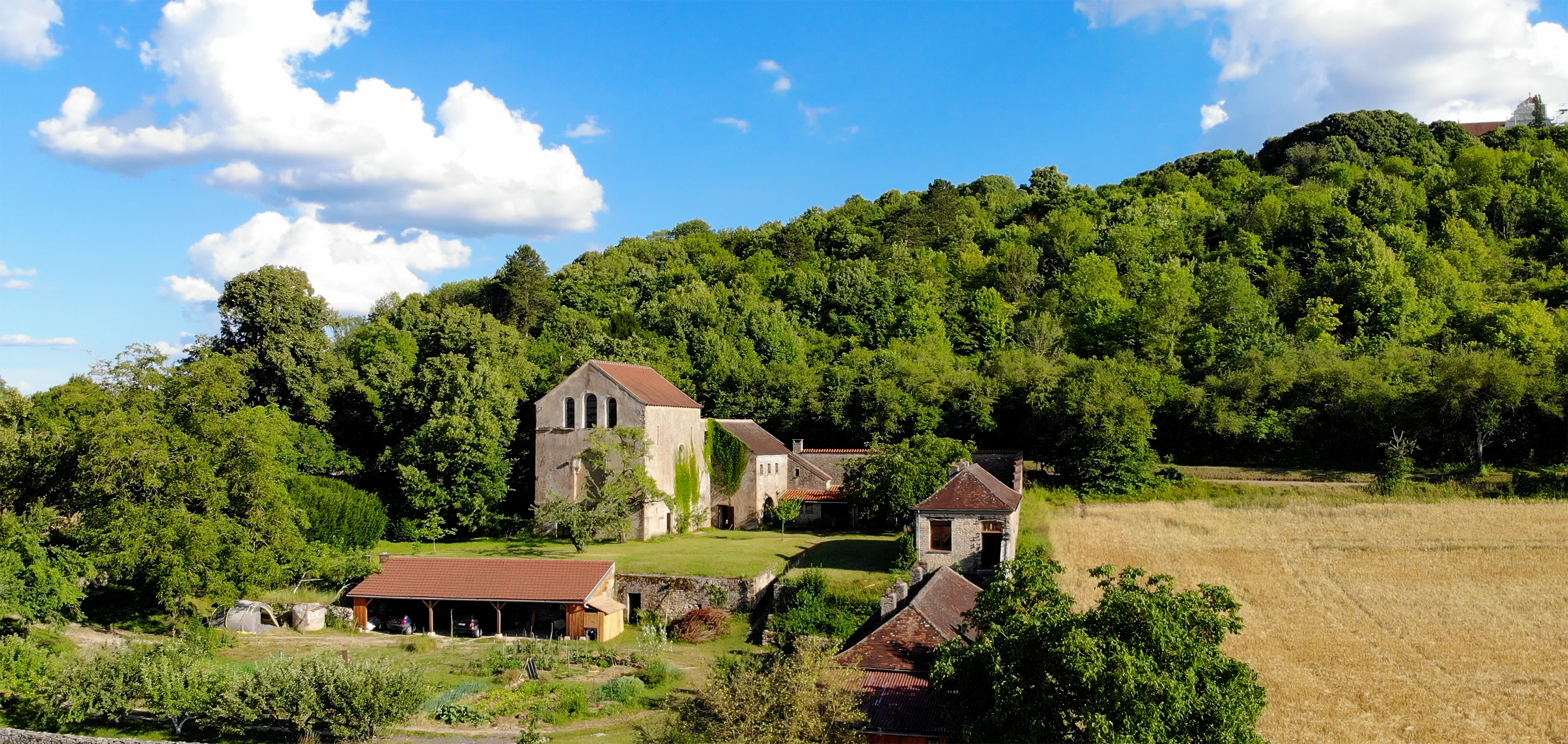
Ermitage La Cordelle (XIIe siècle), Vézelay, Yonne.

Un ermitage est un type d'habitation domestique où vit un ermite. Bien que le niveau d'isolement puisse varier considérablement, le plus souvent, il est rattaché à un monastère voisin. En règle générale, les ermitages se composent d'au moins une pièce autonome, avec parfois un espace dédié (dans un bâtiment de plain pied) pour la dévotion religieuse, les fonctions de logement de base et une cuisine domestique adaptée au mode de vie ascétique de l'habitant. Selon le travail de l'ermite, des locaux tels qu'un studio, un atelier ou une chapelle peuvent être joints ou situés à proximité,.
À l'origine, les premiers ermitages étaient situés dans des grottes naturelles, des ruines de temple et même de simples cabanes (dans la forêt ou le désert). Au début du IVe siècle, les retraites spirituelles des Pères du Désert, qui avaient choisi de vivre « en dehors de la société » dans l'isolement relatif du désert de Nitrie en Égypte, ont commencé à attirer l'attention d'une communauté chrétienne plus large. La piété de ces ermites a souvent attiré à la fois les laïcs et d'autres ascètes, formant les premières communautés cénobitiques appelées sketes, comme à Nitrie et Kellia. Très rapidement, un nombre important de personnes se sont joints à ces ermites pour suivre leurs enseignements et leur style de vie. Il s'est alors mis en place un partage du travail et un échange de biens créant ainsi les premières communautés monastiques,.
Dans la période tardive du Moyen Âge, les monastères et les ermitages étaient financés par la royauté et la noblesse en échange de prières pour leur famille. Ceux-ci croyaient que cet échange  profitait au salut de leur âme.
Les moines chartreux vivent habituellement dans une cellule ou un bâtiment d'une pièce, avec des espaces d'étude, de sommeil, de prière et de préparation de repas. La plupart des chartreux vivent une vie essentiellement solitaire, rencontrent leurs frères pour la communion, les repas partagés les jours de fêtes, mais également pour des promenades dans la nature, où ils sont encouragés à avoir des discussions simples sur leur vie spirituelle.
À l'époque moderne, les ermitages sont souvent adossés aux monastères, ou situés sur leurs terres, occupés par des moines qui reçoivent une dispense de leur abbé ou prieur afin de vivre une vie semi-solitaire. Dans tous les cas, les ermitages peuvent être localisés dans divers lieux, tant les zones rurales isolées que dans des maisons situées dans de grandes villes, parfois même dans des immeubles de grande hauteur, suivant les moyens de l'ermite.
Quelques exemples d'ermitages dans la tradition chrétienne occidentale : 
- La Grande Chartreuse à Saint-Pierre-de-Chartreuse (France, maison mère de l'ordre des Chartreux ;
- L'ermitage des Camaludes (en), de l'ordre camaldule  à Big Sur en Californie (États-Unis) ;
- L'Ermitage camaldolais (en) à Bielany près de Cracovie (Pologne) ;
- Le Saint-Désert de l'ordre des Carmes déchaux à Roquebrune-sur-Argens (France)[3].
- Ermitage La Cordelle des franciscains à Vézelay (France).

### Autres traditions
Poustinia
Une poustinia est une petite cabane ou une pièce, peu utilisée, où l'on se rend seul pour prier « en présence de Dieu ». Le mot poustinia a son origine dans le mot russe pour désigner le désert.
Âshram
Dans l'hindouisme, un ermitage s'appelle un âshram. Traditionnellement, un âshram dans l'Inde ancienne était un lieu où les sages vivaient dans la paix et la tranquillité au milieu de la nature.

### Ermitage non religieux
Dans l'Europe du XVIIIe siècle, des riches propriétaires font aménager dans leur domaine des ermitages où ils invitent parfois un ermite de jardin. Cet erémitisme est avant tout pittoresque : il ne possède pas de motivation religieuse.

## Galerie

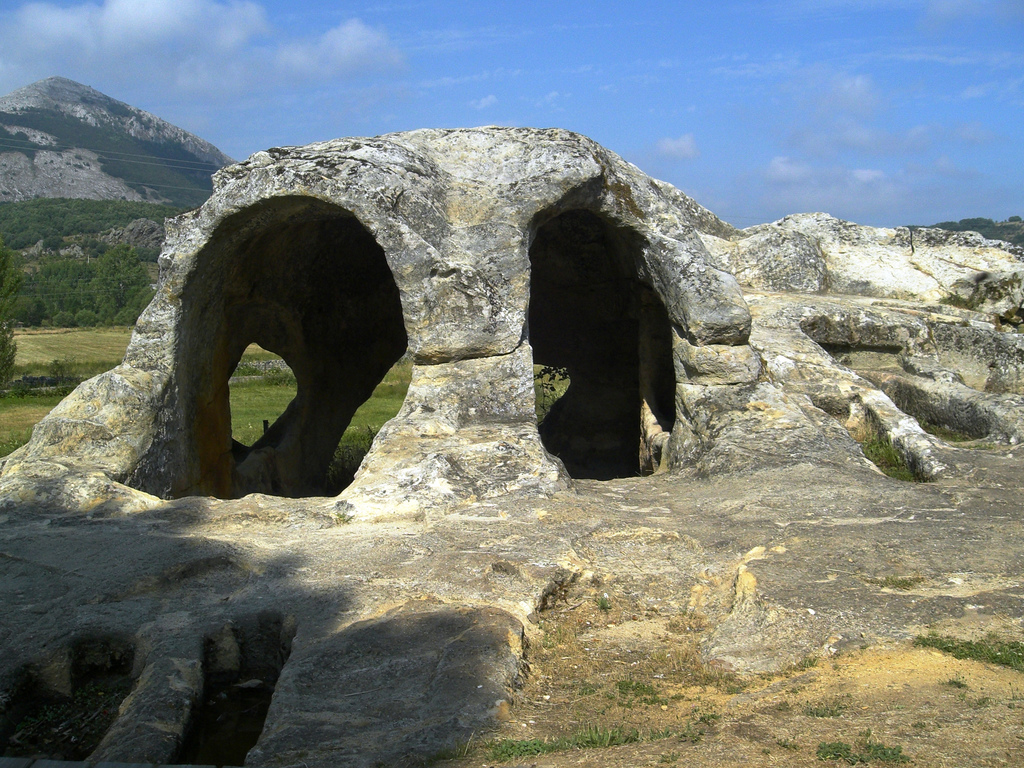
Cervera de Pisuerga (Palencia, Espagne). Ermitages excavés dans le rocher.
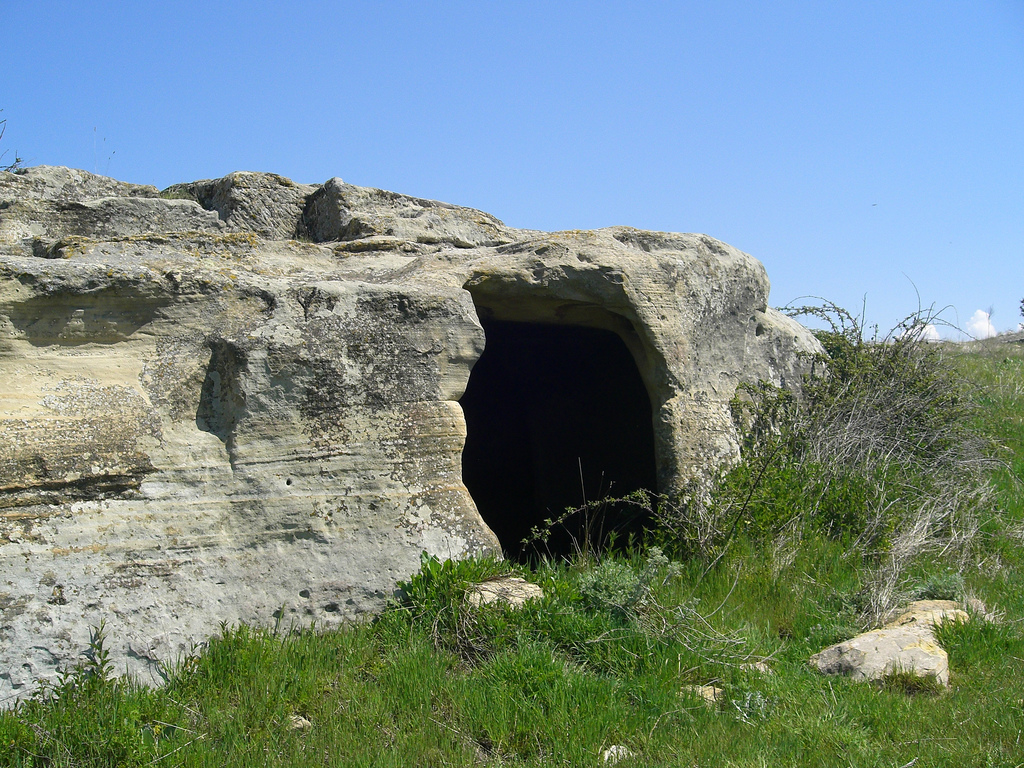
Désert de Morenglos (Alcolea de las Peñas, Guadalajara, Espagne). Ermitages excavés dans le rocher.
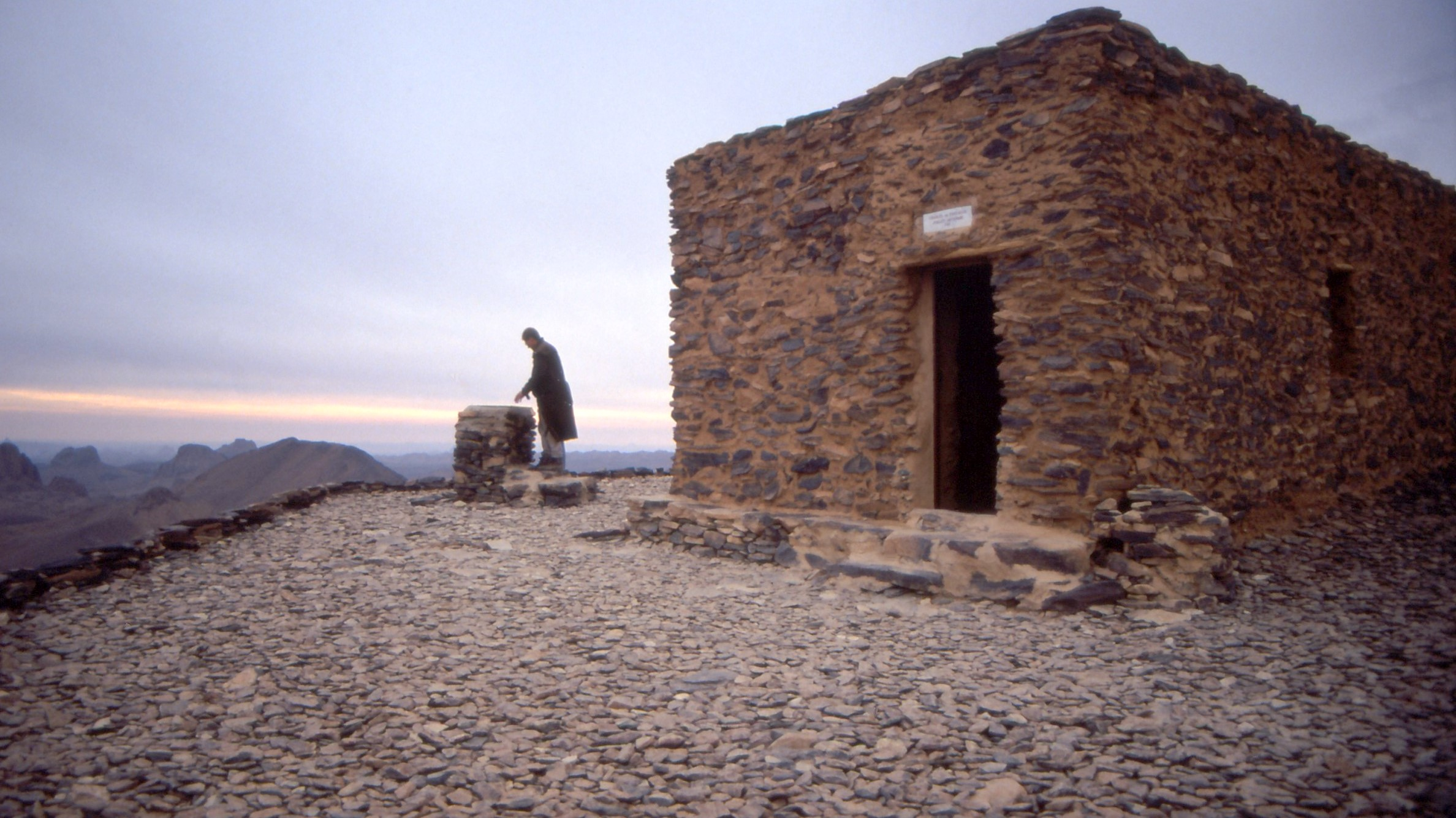
Ermitage utilisé par Charles de Foucauld dans le Hoggar (Algérie).
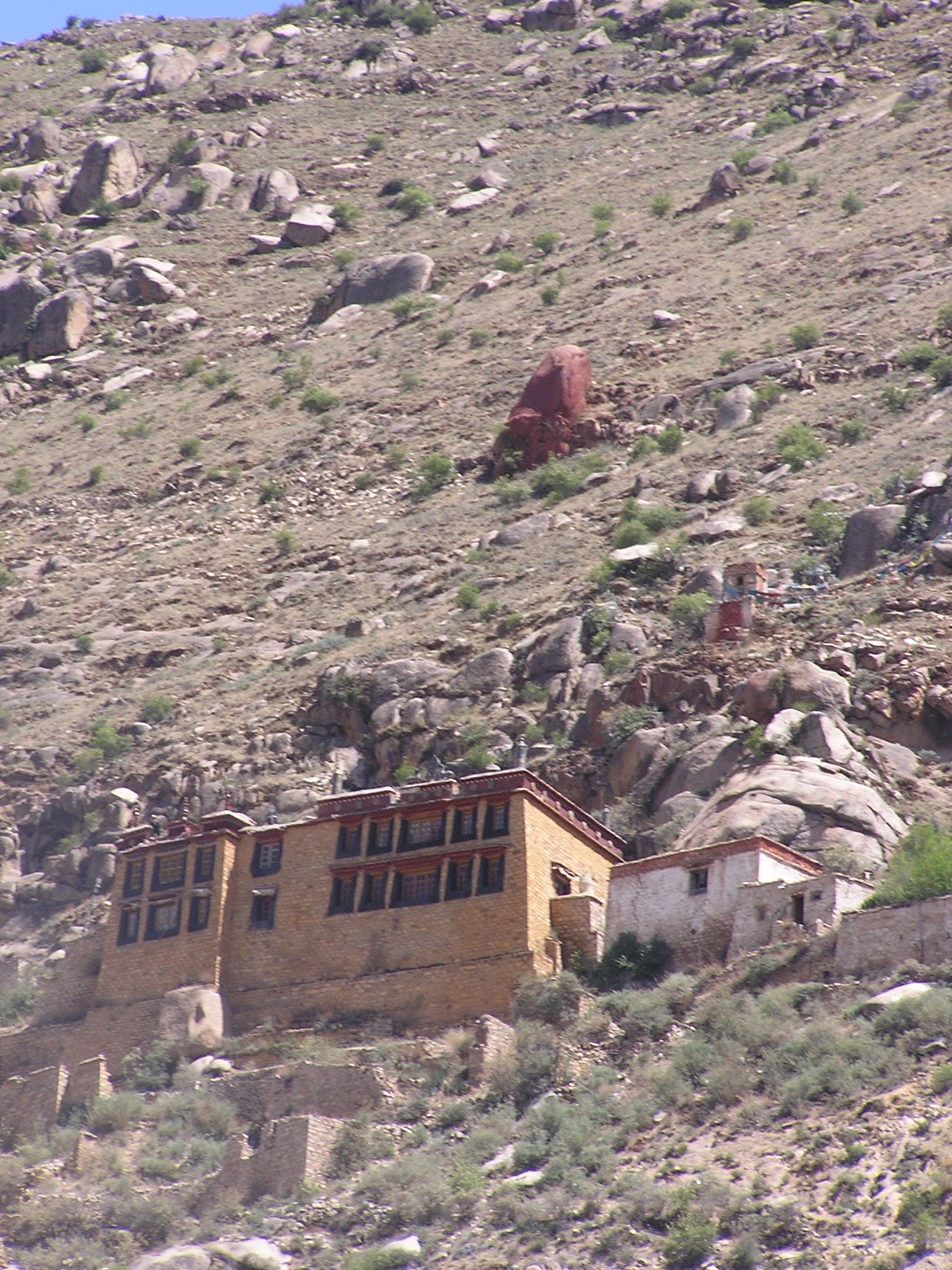
Ermitage dépendant du monastère bouddhiste tibétain de Sera.
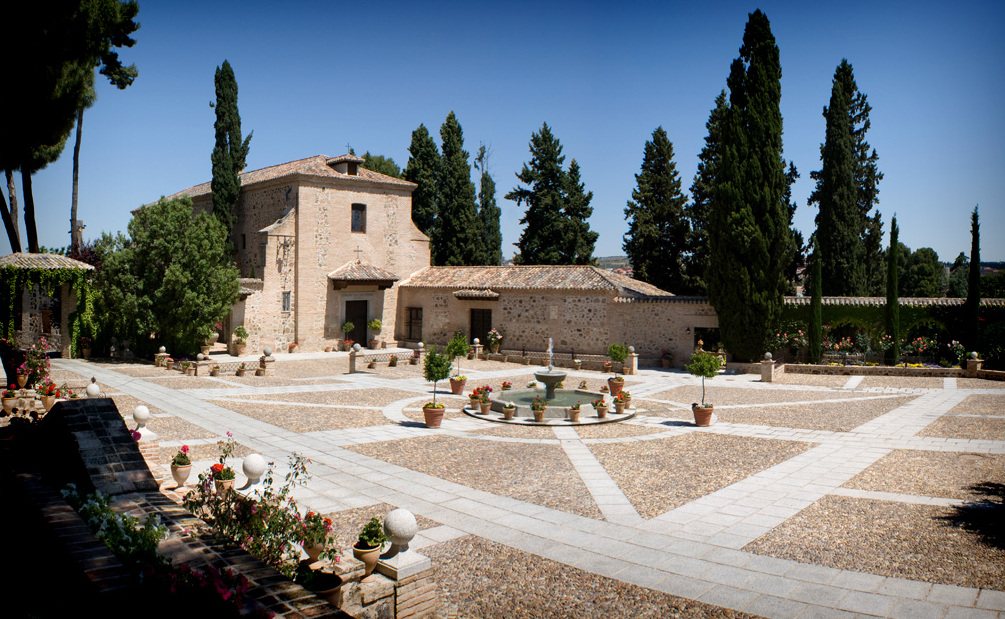
Ermitage du Saint Ange de Custodio (es) à Tolède (Espagne).
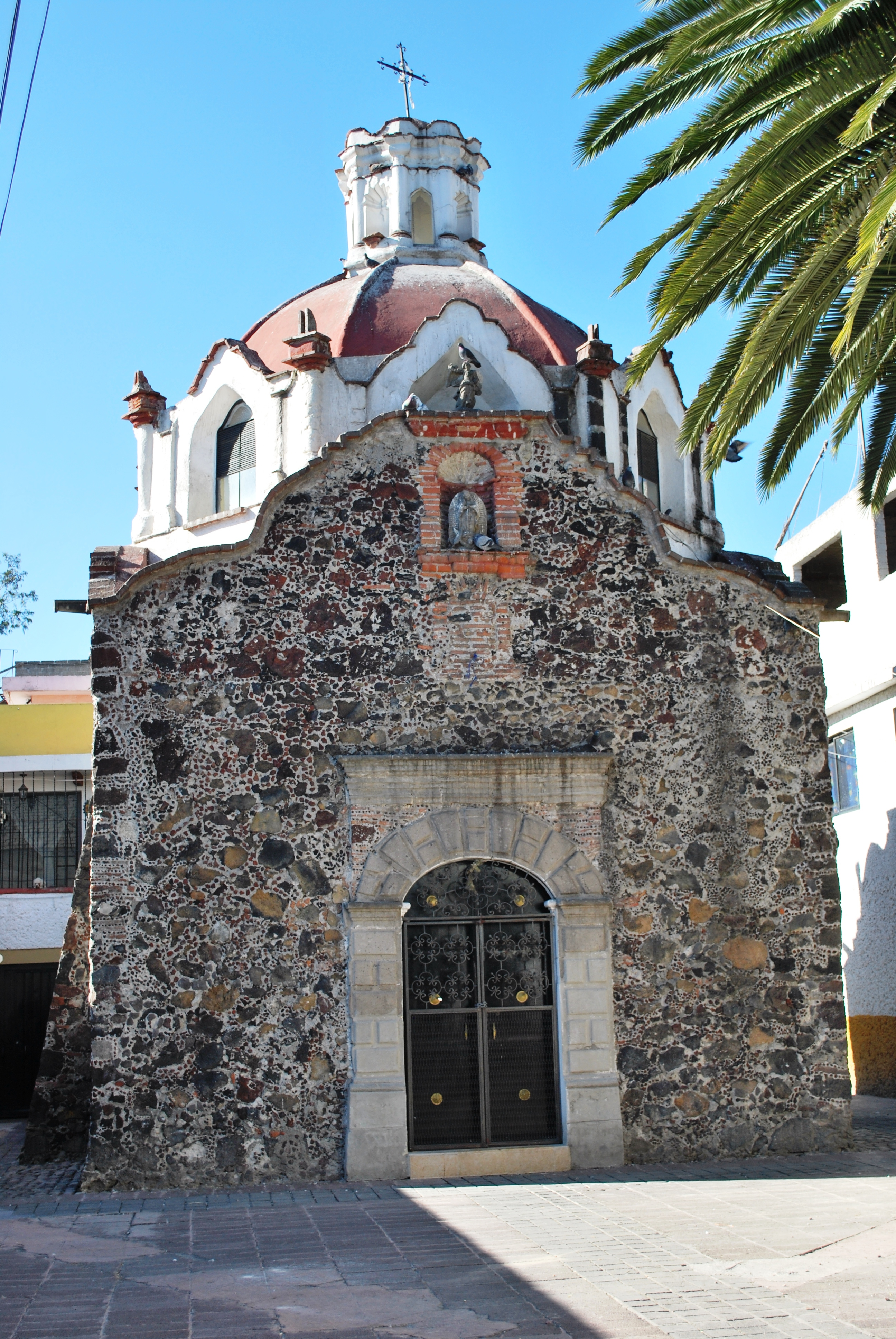
Ermitage de la Santa Cruz à Iztacalco (México).
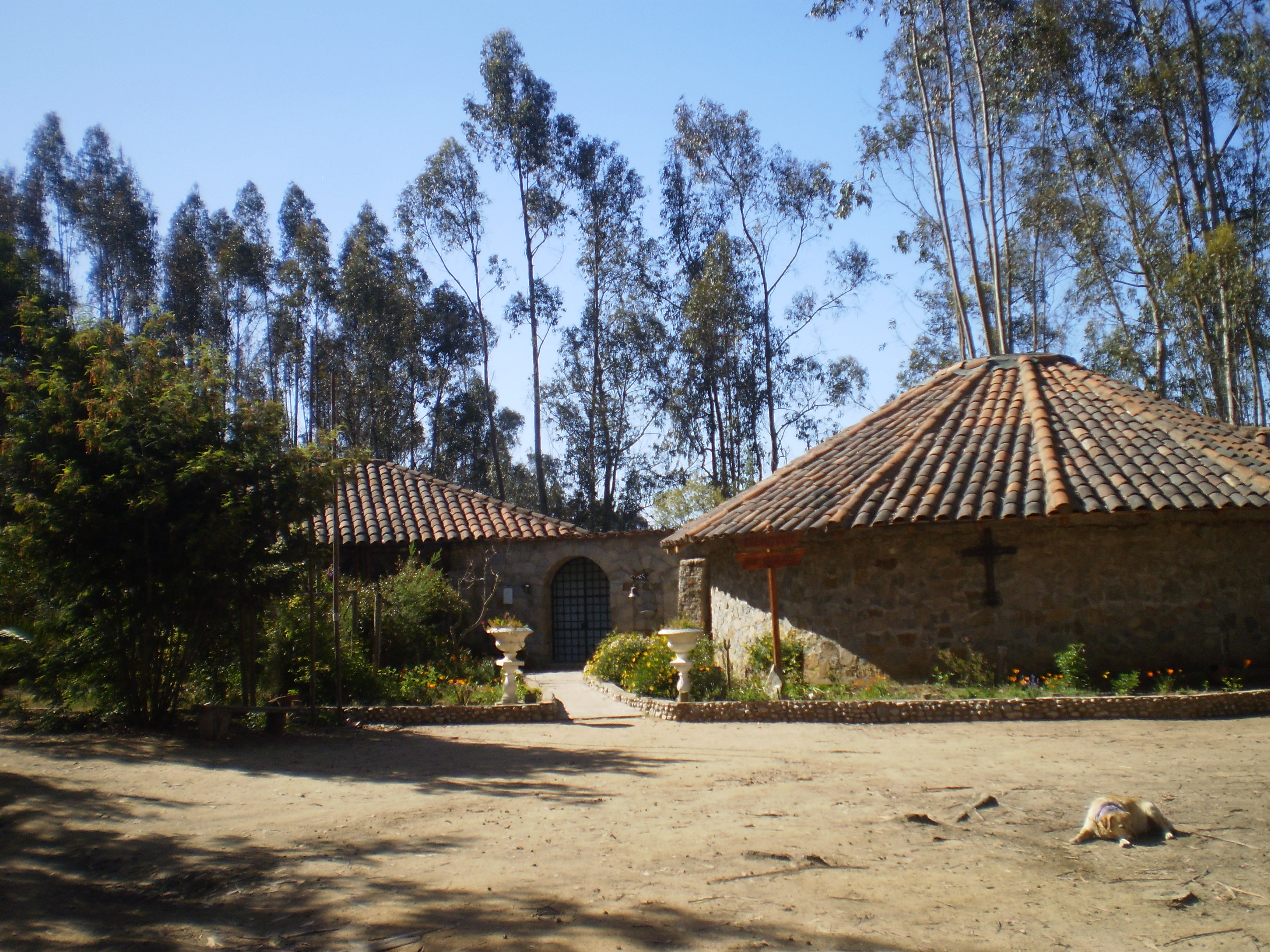
Ermitage franciscain dans la région centrale du Chili (El Totoral, region de Valparaiso).
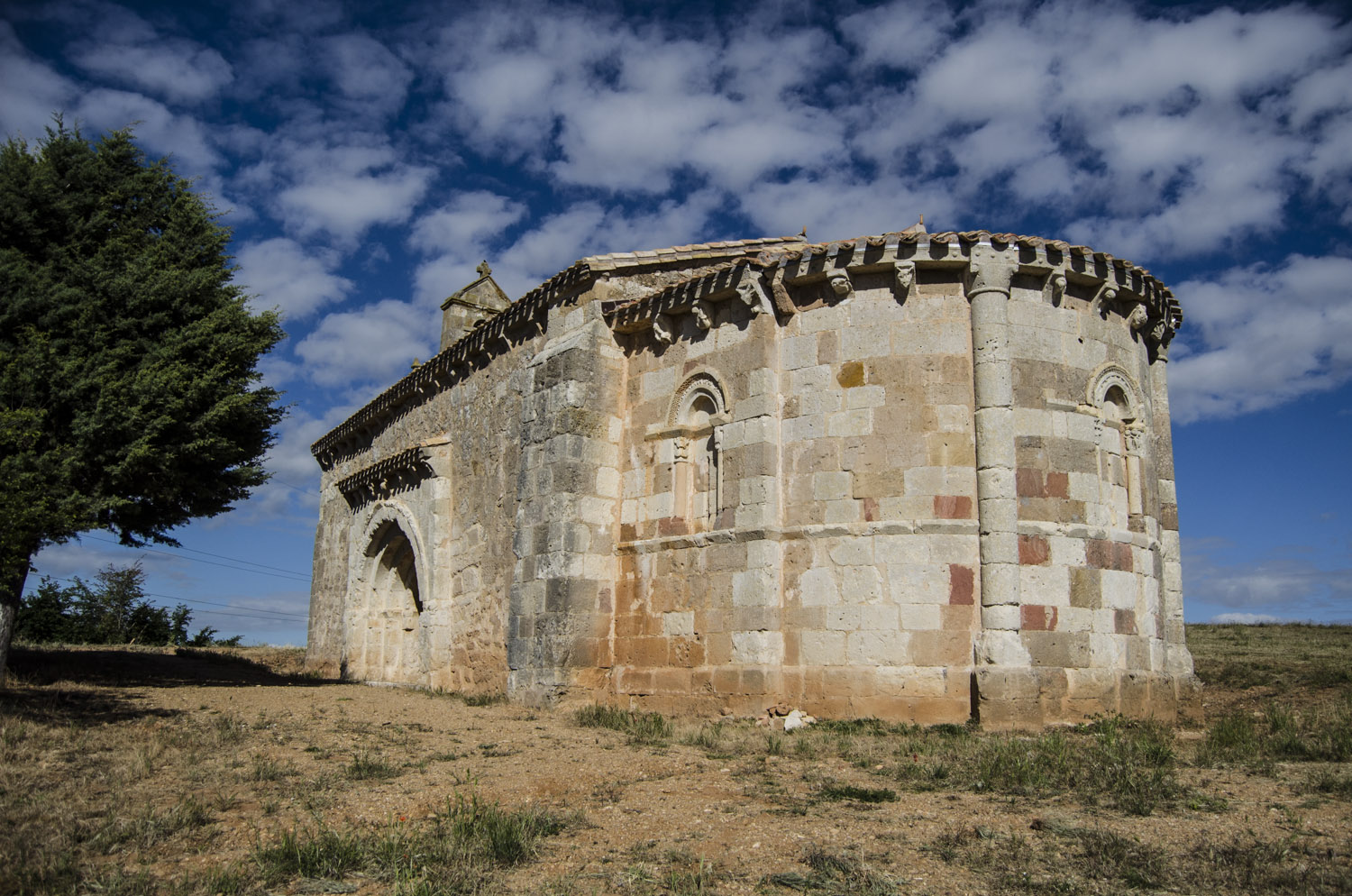
Ermitage de San Cristóbal (es) à Sotresgudo (près de Burgos Espagne).

## Sources
- (en) Cet article est partiellement ou en totalité issu de l’article de Wikipédia en anglais intitulé « Hermitage (religious retreat) » (voir la liste des auteurs).
- (en) A.S. Brown, The History of Religious Seclusion, 1963.